# Rhynchitidae
Famille
Les Rhynchitidae sont une famille de coléoptères. Elle contient plus de cinquante genres en trois sous-familles.
Selon les auteurs, cette famille est considérée comme synonyme de Attelabidae.

## Sous-famille
- Rhynchitinae Gistel, 1848
- Isotheinae Scudder, 1893
- Pterocolinae Lacordaire, 1866

## Référence
- (en) Fauna Europaea : Rhynchitidae (consulté le 21 mars 2023)